# ハンター・スコット
ハンター・アラン・スコット（英語: Hunter Alan Scott, 1985年6月9日 - ）は、アメリカ合衆国海軍の重巡洋艦インディアナポリス沈没に関する小学6年生時の研究で知られる人物。この研究は、米国議会調査と同艦艦長の名誉回復につながった。

## 重巡インディアナポリス沈没に関する調査
1998年、フロリダ州ペンサコーラに住む12歳の少年であったハンター・スコットは、映画ジョーズ視聴後に父と議論してインディアナポリス沈没に興味を持ち、これに関するナショナルヒストリーデー・プロジェクトを立ち上げた。スコットはインディアナポリス沈没から生還した150人近くにインタビューし、800にも及ぶ文書を精査した。その結果、彼は、これまで悲劇の責任者とされていた艦長チャールズ・B・マクベイ3世は濡れ衣をきせられていると結論付けた。

## 全米的反応
スコットの研究は、ジョー・スカーボロ下院議員の支援を受け、インディアナポリス沈没とその結果としての重大な人命損失は再度注目を集めた。スコットは、インディアナポリスの生存者らと共に、マクベイは免罪されるべきであると米国議会で主張した。スコットはこの中で、「これは、海軍兵学校の士官候補生だったときのマクベイ大尉のドッグタグです。ご覧のとおり、背面に拇印があります。僕はこれを、1968年に自ら命を絶った男の記憶として、自分の使命を思い起こさせるために持ち歩いています。このドッグタグは、アメリカが、年齢に関係なく、一人の人間が変化を起こせる国だと教えてくれます。そしてこのドッグタグは、重巡インディアナポリスの人々から渡された名誉のたいまつを引き継ぐ必要があるという特権と責任を伝えてくれます」と述べた。
スコットとインディアナポリス生存者らの証言は、2000年10月にビルクリントン大統領による署名・議会承認によるマクベイの免罪をもたらした。
スコットの努力は全国メディアの注目を集めた。フロリダ州知事のジェブ・ブッシュは2001年8月24日を「ハンタースコットの日」と宣言した。スコットは、今年の「最も興味をそそる政治家の一人」として雑誌『ジョージ』に取り上げられた 。2004年、スコットはワシントンDCでの第二次世界大戦記念碑献納式典で講演した。

## その後の人生
その後スコットは、海軍予備将校の奨学金を受けて、ノースカロライナ大学チャペルヒル校で経済学と物理学を学び、2007年5月に卒業した。海軍飛行士として中尉となったスコットは、強襲揚陸艦ボノム・リシャールで飛行甲板将校を務めた。
スコットとインディアナポリスの話は、ピート・ネルソン著『Left for Dead：A Young Man's Search for Justice for the USS Indianapolis』にて紹介され、スコットはネルソンの本に序文を提供した。